# Ivatuba
Ivatuba is een gemeente in de Braziliaanse deelstaat Paraná. De gemeente telt 2.786 inwoners (schatting 2009).

## Aangrenzende gemeenten
De gemeente grenst aan Doutor Camargo, Engenheiro Beltrão, Floresta en Terra Boa.